# حمض الثيوغليكوليك
حمض الثيوغليكوليك (اختصاراً TGA) هو مركب كبريتي عضوي صيغته C2H4O2S، ويوجد على شكل سائل شفاف عديم اللون. تسمى أملاح هذا الحمض ثيوغليكولات.

## التحضير
يحضر المركب من تفاعل حمض الكلوروأسيتيك مع بيكبريتيد الصوديوم وفق تفاعل استبدال محب للنواة (نكليوفيلي)؛ كما يمكن أن يحضر من تفاعل ثيوكبريتات الصوديوم مع حمض الكلوروأسيتيك:
{\displaystyle {\ce {ClCH2CO2H + Na2S2O3 -> Na[O3S2CH2CO2H] + NaCl}}}
{\displaystyle {\ce {Na[O3S2CH2CO2H] + H2O -> HSCH2CO2H + NaHSO4}}}

## الخواص
يوجد المركب في الشروط القياسية على شكل سائل شفاف عديم اللون، وهو قابل للامتزاج بشكل جيد جداً مع الماء ومع المذيبات القطبية. تبلغ قيمة ثابت تفكك الحمض pKa مقدار 3.83 وهو بذلك أقوى بحوالي 100 مرة من حمض الخليك (حمض الأسيتيك).

## الاستخدامات
يستخدم حمض الثيوغليكوليك وأملاحه من الثيوغليكولات في تركيب مستحضرات إزالة الشعر. كما يستخدم هذا الحمض مادة أولية لتحضير ثيوغليكولات الأمونيوم، المستخدم بشكل أساسي في التجعيد الدائم للشعر.